# Ranschbach
Ranschbach là một đô thị thuộc huyện Südliche Weinstraße, trong bang Rheinland-Pfalz, phía tây nước Đức. Đô thị này có diện tích 1,19 km², dân số thời điểm ngày 31 tháng 12 năm 2006 là 660 người.